# Арасбаран

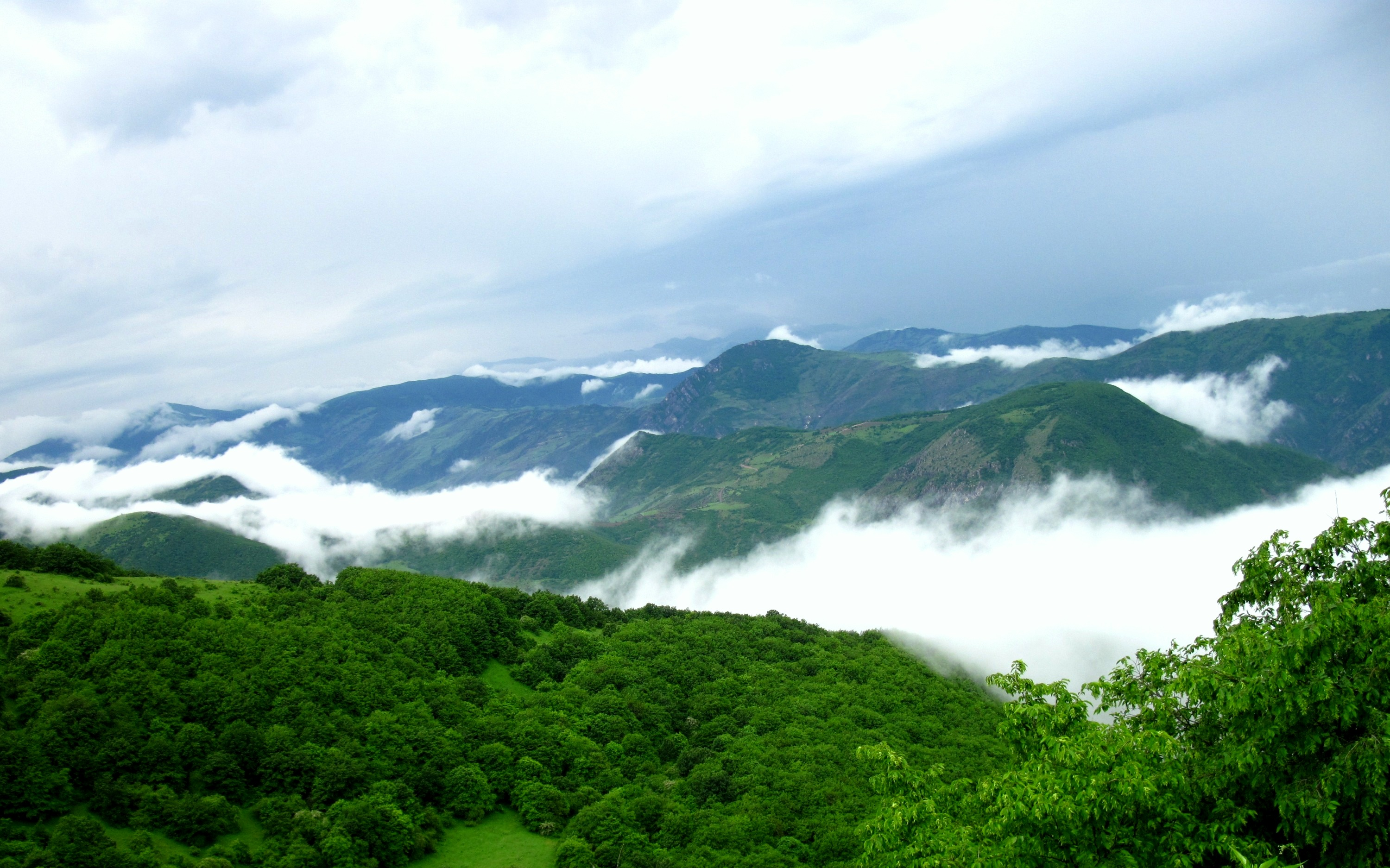
Леса Арасбарана

Арасбаран (перс. ارسباران‎, Arasbârân) или Арасбар (перс. ارسبار‎, Arasbâr), также  Арменийские горы (арм. Հայկական լեռներ, Айкакан лернер), или Карадаг (азерб. Qara-dağ, قره‌داغ) и Карачадаг (азерб. Qaracadağ, قراجه‌‌داغ, калька с перс. Siyāh-kūh) — крупный горный район в Иране, простирающийся от горного массива Куша-Даг, расположенного к югу от города Ахар, до реки Аракс в провинции Восточный Азербайджан. Район ограничивается Араксом на севере, шахрестаном Мешгиншехр на востоке, шахрестаном Сераб на юге и шахрестанами Тебриз и Меренд на юге. По одной из версий, его название связано с большим количеством гор в данной местности. Высочайшая точка — гора Аштасар (арм. Հաշտասար) или Кухе Гештасер (перс. کوه هشتاسر‎), высота 2939 м. В восточной части гор расположен перевал Арменийские врата (арм. Դրունք-Հայոց, Друнк Айоц) который раньше был на границе армянских и персидских царств, и по которому проходил один из торговых путей региона будучи частью великого шелкового пути. Восточнее Арменийских врат находится перевал Каспийские врата (арм. Դրունք-Կասպից, Друнк Каспиц), который в древности связывал город Варданакерт и всю провинцию Пайтакаран королевства Великая Армения с Персией.
В 1976 году ЮНЕСКО зарегистрировала 72 460 га этого района в координатах от 38° 40' до 39° 08' северной широты и от 46° 39' до 47° 02' восточной долготы в качестве биосферного заповедника.

## История

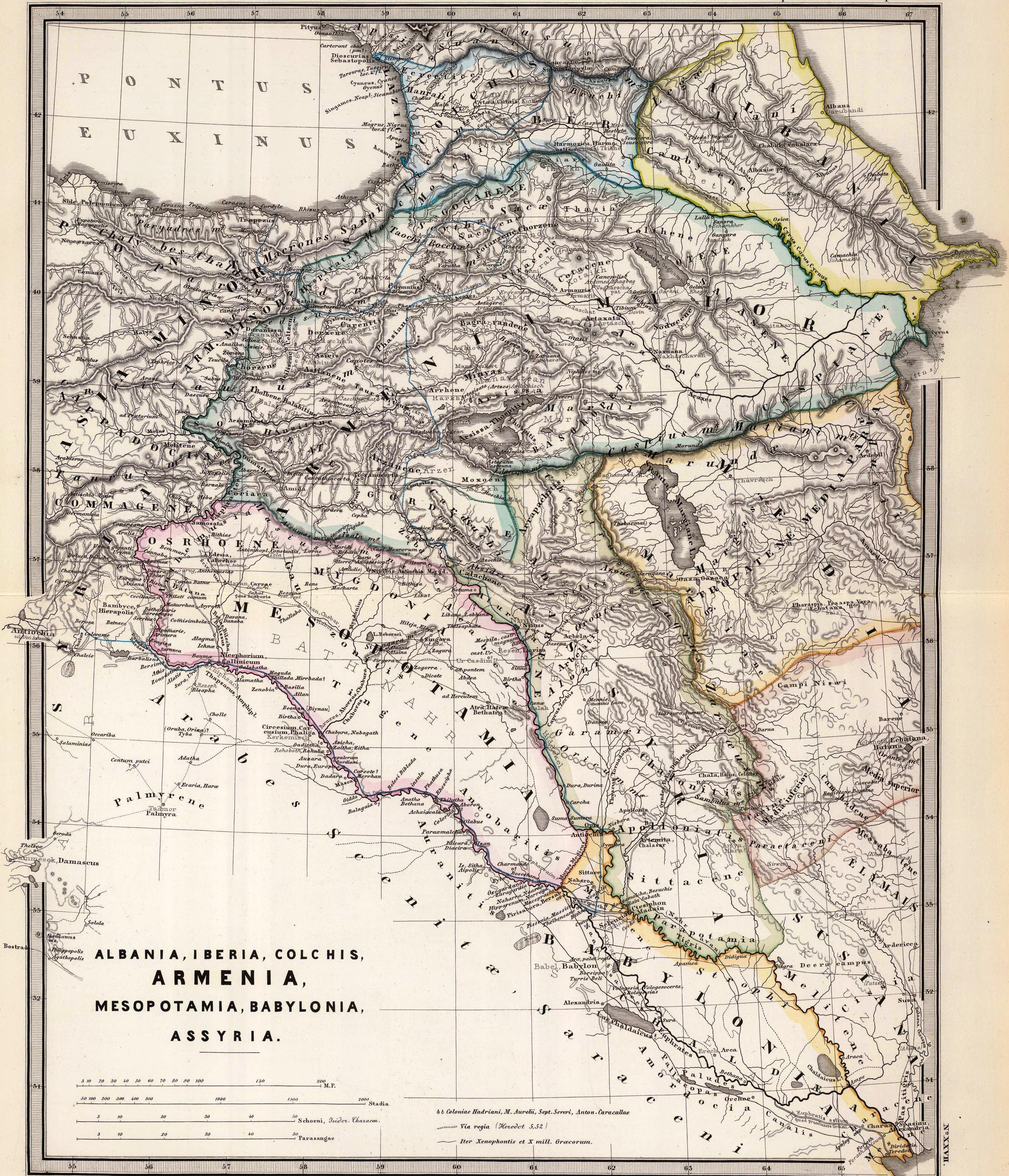

В древности горы Арасбарана (Карадага) назывались Матианскими горами (Matiani mts.), по имени обитавших там матиенских племён. В античности территория Арасбарана входила в состав древнего царства Сангибуту, затем попала под контроль скифов, Мидии и Ахеменидской Персии. Хребет также был естественной границей между королевствами Великая Аремния и Персия в эпоху королевств Ервандидов, Арташесидов и Аршакидов с 570 года до н. э. по 428 год н. э.
В период завоеваний Александра Македонского область Арасбарана, оказалась под властью Атропата, который сумел удержать за собой Малую Мидию, названную его именем Атропатеной.
В первой половине II века до н. э., при царе Арташесе I, этот регион вошёл в состав Армянского царства, где образовалось княжество (нахарарство) Парспатуник (арм. Պարսպատունիք), просуществовавшее до начала VI века н. э. В период правления Аршакидов Парспатуник входящий в состав армянского королевства назывался Мардпетакан (арм. Մարդպետական). В период Марзпанства Армения (428—642) горы отошли к Персидской Атропатене, а граница проходила севернее, по реке Аракс.
В период владычества Арабского халифата (645—885) Арменийские горы стали юго-восточной границей Армянского эмирата. После изгнания арабов из Армении Багратиды восстановили контроль над восточной частью гор, которые вошли в состав Хойского эмирата (арм. Հերի ամիրայութուն).
Вопреки распространённым утверждениям, в письменных источниках, относящимся к эпохе до начала правления Сефевидов, нет упоминаний об Арасбаране.
Оба названия этой горной области, персидское Арасбар для восточной её части и тюркское Караджадаг (Карачадаг) для западной, приводит в своей книге османский путешественник Кятиб Челеби при описании им реки Аракс, протекающей по территории исторической Армении и исторического Азербайджана (Атропатены и Мугани).
Существует предположение, что регион, названный Сиах Кух (Siyāh-kūh, «Чёрная гора») мусульманским географом X века Ибн Хаукалем, является современным Арасбараном. Тем не менее, описание Сиах Куха имеет больше сходства с Мангышлаком у восточных берегов Каспийского моря. Таким образом, историю Арасбарана следует рассматривать в контексте двух главных местных городов, Ахара и Калейбара.

## Культура
Тюркское название Арасбарана (Караджадаг) дало имя карадагскому ковру.